# Jean III de Sancerre
Jean III de Sancerre (1334 - mars 1402), comte de Sancerre (1346-1402), seigneur de Charenton, (du chef de sa femme) de Saint-Michel-sur-Loire, et (par acquisition) de Boisgibault  ; 1383-1402), conseiller et chambellan du roi Charles VI, fils aîné du comte Louis II et de Béatrix, fille de Jean V de Pierrepont de Roucy

## Biographie
En 1346, Jean III devient comte de Sancerre à 12 ans à la mort de son père au cours de la bataille de Crécy. Il obtint, en 1348, du roi Philippe de Valois des lettres de dispense pour administrer ses domaines.
La Guerre de Cent Ans fait rage depuis 1337.
Sa compagnie et Louis de Sancerre, son frère, firent montre devant Saint-Jean-d'Angély, le 29 avril 1351. Jean III et ses vingt-deux écuyers y firent alors le siège. 
Une ancienne chronique manuscrite, conservée à Saint-Victor, dit que cette même année, il fut battu par les Anglais en 1355, avec le comte de Joigny et le sire de Châtillon-sur-Marne. 
L'année suivante, il combattit à la bataille de Poitiers et y fut fait prisonnier.
Vers 1352, le comte de Sancerre s'étant plaint d'un préjudice causé naguère à son ascendant par la comtesse Mahaut obtint en compensation la mouvance du fief de l'Estrée. Gilot de Courcelles lui en fit hommage cette année même (4). Ce changement féodal eut pour conséquence d'amener dans l'Estrëe le siège d'une autre seigneurie. Le nouveau feudataire était neveu de la dame de Beaumetz et de Boubers, et l'on sait que, depuis son alliance avec les Wavrin, cette grande famille tenait du château d'Arras les diverses branches du gavène (5). Or l'une d'elles appartenait au comte de Sancerre il la réunit à son fief de l'Estrée, qu'il prit pour chef-lieu.
En 1357, Jean III épouse Marguerite (vers 1335 - vers 1371), fille unique de Pierre de Marmande, seigneur dudit lieu et de Faye-la-Vineuse, La Haye-(Descartes), Azay, Cravant-les-Côteaux, La Roche-Clermault, Saint-Michel-sur-Loire, Chezelles et Savary et Bizay, et d'Isabelle de La Haye-Passavant.
Le 8 mai 1360, Jean de Sancerre fait partie de la liste d'otages français prévue pour l'application du Traité de Brétigny. En 1364, un capitaine anglais, nommé John Aymeri, fut enlevé par des chevaliers sancerrois. Il ne retrouva la liberté qu'après le paiement d'une rançon de 3000 livres. Aussitôt libéré, il s'occupa à rassembler des forces à La Charité-sur-Loire pour se venger. Averti par un religieux de Saint-Thibaut, le comte Jean III envoya des messagers pour demander du secours aux châtelains du Berry et du Bourbonnais. Des chevaliers et d'écuyers accoururent en renfort et formèrent un corps de 400 lances, dont la moitié était commandée par ses frères cadets Louis et Robert.. Le comte repoussa ainsi et détruisit une grande compagnie anglaise débarquée près de La Gargaude et qui voulait s'emparer de Sancerre. Le capitaine Aymeri y fut mortellement blessé. Cette victoire amena la capitulation de la Charité et de toutes les garnisons des alentours.
En octobre 1369, Charles V donna au comte Jean des biens situés aux confins du Poitou et de Touraine confisqués à vingt rebelles (Guillaume du Plessis, Pierre de la Broche, chevaliers, la Thomasse, veuve de feu Imbert Gui, chevalier, etc.) pour le dédommager de l'occupation par les gens des Grandes Compagnies, l'année précédente, pendant 4 mois de son Château de Faye-la-Vineuse, et pour l'aider à tenir en bon état de défense les forts qu'il possédait en Anjou et Touraine à proximité des frontières avec le Poitou occupé par les Anglais,
Jean de Sancerre fit montre en 1370 à Saint-Aignan avec sa compagnie composée de six chevaliers bacheliers et dont le premier était Louis de la Porte.
Devenu veuf en 1370 ou 1371, il se marie en secondes noces avec Constance de Saluces (di Saluzzo) (1345 - morte entre 1417 et 1421, fille de Thomas II de Saluces (1304-15/8/1357) et de Richarde Visconti (1310-1361).
Jean de Sancerre, servait dans la compagnie de son frère cadet, le Maréchal de Sancerre, et passa montre à Tours, le 5 septembre 1371, avec 3 chevaliers bacheliers et 21 écuyers,. pour la guerre en Poitou. En 1371, la montre de Jean était composée de quarante-trois écuyers dont Jean de la Croix. Le comte de Sancerre convie en 1375 le fastueux duc Jean de Berry, sa famille et sa suite à séjourner à Sancerre. Du 9 au 13 août, les hauts de Ménétréol résonnent des bruits et cris des chasses comtales qui égayent les grands bois des Garennes,. 
Il aurait combattu à celle de Roosebeke. Jean III acquit, le 14 octobre 1383, de Gaucher de Chatillon, seigneur de Troissy, la terre, le cens et les rentes du village et de la prévôté de Boisgibault. Cette seigneurie est alors rattachée au comté de Sancerre. La même année, il servit dans l'armée des Flandres, depuis le 1er août jusqu'au 1er octobre, à la tête de la compagnie des gendarmes du Duc de Berry, composé de 27 chevaliers-bacheliers et de 150 écuyers. Il fut également conseiller et chambellan du roi Charles VI.
En 1386-1387, il fallut 2959 journées d'hommes en 175 jours de travail pour faire près de 50 arpents (soit environ 25,5 ha) de vigne. Durant le mois de mars 1388, samedi et dimanche exceptés, il y eut entre 30 et 66 travailleurs présents dans les vignes seigneuriales. Pour tailler et piocher le seul Grand Clos, on paya 370 journées de travail. L'année suivante (1387-1388), il fallut 2867 journées de travail en 141 jours afin d'entretenir l'ensemble des vignes comtales.
Jean III reconnaît en 1387-89 avoir reçu l'hommage de Béraud, dauphin, pour les terres de Feux et de la Roche[Où ?]. 
Vers 1387/ 1389, Jean III est l'un des témoins du contrat de mariage du frère du roi Louis de France, duc d'Orléans, et de Valentine Visconti. 
À l'été 1390, Jean III et Étienne de Sancerre, frères du Connétable de France,  passent en Afrique, avec Louis II, duc de Bourbon, soutenir une expédition militaire de la république de Gênes et au siège de l'île de Comminières ou Coumières, Conigliera, ou de celle de l'île de Mahdia, place-forte de l'Ifriqiya, au sein d'un corps de seigneurs franco-anglais sous le commandement de Louis II de Bourbon. La place forte, défendue par les Berbères de Bougie, de Bône, de Constantine et d'autres régions du Maghreb, venus au secours des Tunisiens, résiste à toutes les attaques. Les Européens, que les mésintelligences ne tardent pas à diviser, sont obligés de reprendre la mer après 61 jours de combats infructueux. De nombreux chevaliers y sont faits prisonniers par les Maures. À la demande de Charles VI, le roi d'Aragon travaille à leur libération.
Jean est présent avec son frère Louis au mariage de Jean VI de Pierrepont dit de Roucy, leur cousin, et d'Elizabeth, fille de Jean de Montagu, Grand Maître de France, tous les deux enfants, le 6 mai 1398.

## Famille  et descendance
Jean III eut 2 filles:
- Marguerite, comtesse de Sancerre, morte en 1418.
- Jeanne, née vers 1360-morte vers 1398, qui épouse sans postérité en 1388 Lancelot Turpin de Crissé, † 1414.

Sans héritier mâle, la branche cadette et dernière branche des Blois-Champagne s'éteint.